# 肉质叶蒿
肉质叶蒿（学名：Artemisia succulentoides）是菊科蒿属的植物，为中国的特有植物。分布在中国大陆的西藏等地，生长于海拔3,700米至3,800米的地区，常生于山坡草地及河滩沙地上，目前尚未由人工引种栽培。